# Gustav Flügel (Komponist)

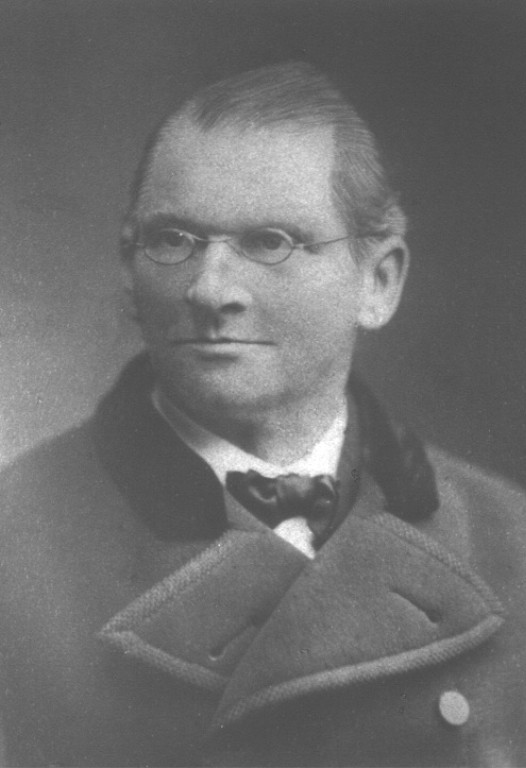
Gustav Flügel (1812–1900) um 1860

Carl Gustav Flügel (* 2. Juli 1812 in Nienburg an der Saale; † 15. August 1900 in Stettin) war ein deutscher Komponist.

## Leben und Werk

### Vorfahren und Kindheit

Der Taufeintrag von Gustav Flügel in der Pfarrkirche St. Johannis u. St. Marien Nienburg/Saale

Carl Gustav Flügel wurde am 2. Juli 1812 in Nienburg an der Saale als Sohn des herzoglichen Fähreinnehmers Johann Karl Flügel (1770–1828) und seiner dritten Ehefrau Johanna Friederike Heinze (1786–1855) geboren. Die Eltern hatten sich 1809 vermählt, die Mutter stammte aus einer Familie von Schlossern und Schulmeistern. Außer einem früh (1810) verstorbenen älteren Bruder hatte Gustav Flügel noch drei jüngere Geschwister, Auguste (* 1814), Carl (1823–1833) und Friederike (* 1824).
Gustav wurde von seinem Vater, „zur Musik bestimmt“.
Der Vater hatte schon als armer Knabe im Kirchenchor zu Köthen mitgesungen, „und habe, da er ein feines musikalisches Gehör besessen, gelegentlich als Solist fungiren müssen.“
„Flügels Vater war nämlich, eine durch und durch musikalisch veranlagte Natur, was daraus ersichtlich ist, dass er sich, ohne je regelmäßigen Unterricht genossen zu haben, einige Fertigkeit auf verschiedenen Instrumenten angeeignet hatte, und das Klavier rein zu stimmen verstand.“ Flügel selbst schreibt von seinem Vater:
„Meines Vaters Liebe zur Musik war unbegreiflich groß, er vermochte ihr große Opfer zu bringen. Ich höre ihn immer noch in der Vesperstunde die Violine spielen. Rührend ist, wie er, nur nach dem Gehör mir Choräle auszusetzen versuchte, mit mir Sonntags in die Kirche ging, auch mit mir die Kirchen der Umgebung besuchte, wo ich meine musikalische Kraft versuchte; mir Gelegenheit gab, Konzerte zu hören und viele Musikalien für mich abschrieb; den Stadtmusikus aus Staßfurt mit seinen Leuten holte, um mit ihnen zu musizieren.“
Der Vater wird von Flügel zeitlebens verehrt. Noch im hohen Alter gedenkt er seines Todestages. Die Mutter hingegen wird von Flügel nur nebenbei erwähnt. Dabei dürfte auch sie nicht wenig zur Musikalität ihres Sohnes beigetragen haben. In diesem Zusammenhang ist eine Stelle aus einem späteren Aufsatz Flügels von Interesse:
„Zu welchem Mittel greift eine zärtlich liebende Mutter, wenn kein anderes mehr anschlagen will, um ihr weinendes Kind zu beruhigen? sie singt ihrem Liebling ein Liedchen vor, wenn ihre Stimme noch so eingerostet wäre; und das Kind wird ruhig unter dem Vorsingen der Mutter; es ist, als würde des Kindes Seele von diesen Tönen der Mutterstimme sofort berührt und beschwichtigt.“
Ersten Orgelunterricht erhielt Gustav Flügel bei dem Kantor Thiele, dem Vater des Orgelvirtuosen Louis Thiele, den er bald in den Sommerferien auf der Orgelbank vertreten durfte. Von an 1822 besuchte er das Gymnasium in Bernburg und setzte seinen Orgelunterricht an den dortigen Kirchen fort. Der Achtzigjährige sprach von dieser Zeit als seiner „ersten musikalischen Liebe“.

### Studium unter Fr. Schneider in Dessau (1827–1830)
Von 1827 bis 1830 studierte er Musik bei Friedrich Schneider in Dessau, der den jungen Musiker großzügig förderte.
Im Sommer 1828 führte Flügel mit Freunden im Nienburger „Schwan“ sein erstes Werk auf: „Der Gang nach dem Eisenhammer“ (nach Schiller) für Solostimmen, Chor und Klavier. Schon im Januar 1829 starb der Vater in Nienburg.
Dessau bot durch Konzerte von Musikgrößen der Zeit Vorbild und Anregung für den aufstrebenden Musiker, so beeindruckten ihn u. a. Henriette Sontag, Adolph Hesse und Niccolò Paganini. „Ein wunderbareres Cres- und Decrescendo habe ich nicht wieder erlebt.“ schrieb Flügel 1882 in seiner Autobiographie.
Zusammen mit Schubring studierte Flügel ungedruckte Orgelkompositionen von Bach, den er zeitlebens verehrte.

### Nienburg, Bernburg, Köthen (1830–1836)
Zwischen 1830 und 1836 arbeitete er als Musiklehrer in Nienburg, Bernburg und Köthen. In Köthen vertrat er auch den erkrankten Organisten an der von Bandhauer neu erbauten katholischen Kirche, hätte auch dessen Stelle übernehmen können, wenn er es denn „über sich vermocht hätte, katholisch zu werden“.
Am 26. Juni 1835 besuchte der junge Gustav Flügel Robert Schumann (erste Erwähnung in der Neuen Zeitschrift für Musik), mit dem er von nun an über Jahre brieflich und persönlich Kontakt hielt. (Die Nachtfalter Op. 16 sind Clara Schumann gewidmet).

Flügels Opus 1, Acht Lieder für eine Singstimme, erschienen Magdeburg, 1836

### Magdeburg (1836)
Auf Schumanns Rat hin zog Flügel im April 1836 nach Magdeburg, wo damals auch Richard Wagner am Stadttheater wirkte. Hier lernte Flügel auch seine spätere Frau, die Klavierlehrerin Minna Oppermann (1813–1847) kennen. Es entstanden Lieder, Klaviersonaten und mehrere (heute verlorene) Streichquartette, die im privaten Kreis aufgeführt wurden. Zwei Briefe Flügels an Schumann wurden in der Neuen Zeitschrift für Musik anonym abgedruckt und sind damit das früheste überlieferte Zeugnis des Musikschriftstellers Flügel:
„* * * A.e.Br. Magdeburg. 23. Juni. Gern schrieb ich Ihnen viel über das hiesige Musiktreiben, doch Musik wird hier gar still und nur von Wenigen ernstlich betrieben. Alles schulmeistert und thut sich gar zu prosaisch. Der Singverein probt zum Braunschweiger Musikfeste. Der junge Musikverein war seiner Auflösung nahe, doch besteht er noch fort, wird aber besonders jetzt wenig besucht. Die HH. Gebrüder Ganz aus Berlin werden hier schon seit mehren Wochen erwartet. — Ein großer Verlust für Magdeburgs Musikleben ist der Abgang Schapplers, Violoncellist, eines sehr talentvollen jungen Mannes, der Ende Juli oder August nach Leipzig gehen will. — Am 9. Juni wurde in Burg die Schöpfung bei 27 ° Saalhitze und bei vollem Hause aufgeführt. Hr. Lehrer Kühne leitete Studien und Aufführung, Schappler und Maizier (Violinist) aus Magdeburg wirkten mit. Die Ausführung verdient mit so geringen Mitteln und bei so vielem Eifer alle Aufmunterung.“
„* * * A. e. Br. Magdeburg. Anf. August. — Sie werden gewiß von den Magdeburger bedeutenden Feuersbrünsten gelesen haben? Diese setzen denn auch die musikalischen Feuermänner wieder in Bewegung. Der Singverein gab ein Concert für die Abgebrannten. Der Musikverein wird bald folgen. Unter andern wird Spontinis Ouverture zur Olympia 60fingerig für drei Flügelinstrumente ausgeführt werden; auch die große Scene des 2ten Actes mit Chor; ferner das C-Moll-Quartett von Mozart (im April 1787 geschrieben); Finale aus Oberon etc. — Außer den verschiedenen musikalischen Vereinen besteht hier noch ein Quartett für Streichinstrumente, worin im wöchentlichen Privatversammlungen namentlich die Werke Beethovens dieser Gattung executirt werden. In diesem Quartette spielen Maizier und Fischer abwechselnd erste, Mühling jun. und Schefter zweite Violine; Wendt Viola und Schappler Cello. Jedes Mitglied trägt das Seine redlich zum Gelingen des Ganzen bei und alle beseelt der beste Wille. Auch wird jeder Kunstfreund willkommen geheißen. […] — Zur Vorfeier des 3. August wurde von Hrn. M.D. Wachsmann ein Concert im Domsaale veranstaltet. Ein Beethovensches Clavierconcert wurde von einem Gymnasiasten, Hrn. Weick, Schüler Ehrlichs, mit vieler Fertigkeit gespielt. — Hr. M.D. Wachsmann ist ein eifriger Beförderer classischer Musik, er wirkt ungesehen, im Stillen. Ständen ihm nur mehr Mittel zu Gebote.“

### Schönebeck a.E. (1838–1840)
Im Frühjahr 1838 wurde Flügel vom Vorstand des Gesangvereins zu Schönebeck (Elbe) aufgefordert, sich dort niederzulassen und die Direktion zu übernehmen. Er nahm das Amt Ende März 1838 an und errang so seine erste feste Stellung, wiewohl er nebenher weiter als Musiklehrer tätig blieb und wohl auch bleiben musste.
„Und ich war um so lieber dazu bereit, da ich hierdurch wieder in die Nähe jener mir befreundeten Magdeburger Musiker kam, mit denen ich früher viel und freundlich verkehrt hatte. Ende März verließ ich Köthen und siedelte nach dem mir bereits durch Ruprecht bekannten Schönebeck über. Was lag näher als nach beendeter Einrichtung in dem benachbarten Magdeburg Besuche abzustatten. – Durch Schefter war ich in die Familie Oppermann, wo fleißig musicirt wurde, eingeführt worden; Fräulein Minna, die auch Musikunterricht ertheilte, spielte mir damals Beethovens C-Dur-Sonate op. 53 vor; sie war aber nicht nur gut musikalisch, sondern besaß bei gründlicher Bildung*), einen auf das Edle und Hohe gerichteten Geist.“
„Als ich am 8. Mai 1838 unter Mitwirkung von Schefter, Schapler, Wendt und Fischer mein erstes Conzert in Schönebeck gab, konnte ich Fräulein Minna Oppermann den Freunden als meine Braut vorstellen und am 11. September desselben Jahres wurden wir in der St. Jacobi-Kirche zu Magdeburg getraut. Hiermit beginnt ein ganz neuer Abschnitt meines Lebens -“
Am 11. September 1838 vermählte sich Gustav Flügel in St. Jacobi zu Magdeburg mit Wilhelmine (Minna) Oppermann. Es folgte ein Jahr stillen häuslichen Glücks.
„Wir lebten, uns möglichst einschränkend, still und zurückgezogen. Außer meinem Schönebecker Freunde Friedrich Ebeling, der später nach Halberstadt in’s Pfarramt kam, war es besonders die musikalische Familie Grunow, mit der wir gern verkehrten. Privatunterricht, die Leitung des Gesang-Vereines, mit dem ich damals unter Anderem Spohr’s ‚Jessonda‘ und Anacker’s ‚Bergmannsgruß‘ aufführte**), fortgesetzte Pflege des Clavierspiels, behufs Conzertveranstaltungen, wie Beschäftigung mit musikalischer Composition nahmen meine Zeit vollständig in Anspruch. Zu meiner Erholung wanderte ich bisweilen zum Quartett nach Magdeburg und die Magdeburger kamen auch zu uns nach Schönebeck. So verstrich das erste Jahr unserer Verheirathung in sehr glücklichem Zusammenleben.“
Im Oktober leitete Flügel eine Aufführung des Gesangvereins mit „Händels Halleluja, Finale aus Don Juan und Chöre aus ‚Christus am Oelberg (Beethoven)“. Doch das Glück war nur von kurzer Dauer.
„Am 5. Oktober 1839 wurde uns ein Knabe geboren. Von da ab trat eine überaus trübe Zeit für uns ein. — Meine Gattin wurde, wohl noch in Folge ihrer nicht leichten Entbindung, auf ein langes und schweres Krankenlager geworfen; gleichzeitig hatte ich ein gastrisch-nervöses Fieber mit einem Rückfalle zu überstehen, — wir kamen in Sorgen und Noth.“
Flügel beschloss, sich in einer größeren Stadt einen neuen Wirkungskreis zu erschließen. Die Wahl fiel auf Stettin.
„Durch die Grunow’sche Familie in Schönebeck wurde ich an Frau Emma Grunow in Stettin empfohlen, und diese musikalisch hochgebildete Dame vermittelte, dass ich mich entschloß, Ende März 1840 meinen Wohnsitz nach Stettin zu verlegen. Gattin und Kind musste ich einstweilen zurücklassen; sie fanden bei meinen Schwiegereltern in Magdeburg freundliche Aufnahme.“

### Erste Stettiner Zeit (1840–1850)

Brief von Robert Schumann an Gustav Flügel in Stettin (11. Oktober 1846)

1840 zog Flügel nach Stettin, wo er als privater Musiklehrer in den ersten Häusern der Stadt (Wilsnach, Lobedan, Schallehn etc.) tätig war und in Kontakt mit den Notabilitäten der Stadt kam (Bischof Carl Ritschl, Carl August Dohrn). In den ersten vier Jahren leitete er als Dirigent konzertante Opernaufführungen. Als Komponist von Klavierstücken errang Flügel allgemeine Anerkennung, der Durchbruch erfolgte 1846 mit den Sonaten Op. 4 und 7. Innerhalb von fünf Jahren (1845–1849) veröffentlichte Flügel nicht weniger als 26 Werke.
In Leipzig besuchte er Schumann, Mendelssohn und Brendel. Die Kontakte zu den bedeutendsten Musikern spiegelten sich in den Widmungen seiner Werke wider, darunter Liszt (Op. 5), Clara Schumann, Spohr (Sonate Nr. 4 Op. 20) und nicht zuletzt Mendelssohn, der sich für die ihm gewidmete Klaviersonate (Nr. 3 B-Dur Op. 13) mit freundlichsten Worten bedankte.
Familiär und gesundheitlich hingegen lebte Flügel nahe an der Katastrophe, die im Jahr 1844 kulminierte und erst mit dem Tod seiner ersten Frau Minna 1847 ein überaus unglückliches Ende fand.
Bei einem Besuch in Leipzig im Sommer 1846 inspirierte Flügel Franz Brendel zur Einberufung der ersten Deutschen Tonkünstlerversammlung, die am 13. und 14. August 1847 mit etwa 150 Teilnehmern in Leipzig stattfand. Elisabeth Brendel führte Flügels noch ungedruckte Klaviersonate Op. 20 aus dem Manuskript auf, „ein sehr interessantes Werk, das vielen Beifall fand“
Flügel selbst begründete 1848 zusammen mit Carl Koßmaly den Stettiner Zweigverein des Tonkünstlervereins, der Konzerte und Vorträge organisiert.
1848 wurde Flügel Mitarbeiter der Neuen Zeitschrift für Musik und hat hier und in anderen Zeitschriften eine große Anzahl von Rezensionen und auch musiktheoretische Aufsätze veröffentlicht.

### Seminarmusiklehrer in Neuwied (1850–1859)
1850 erfolgte die Berufung als Seminarmusiklehrer nach Neuwied, wo er auch Elisabeth zu Wied, der späteren Königin von Rumänien („Carmen Sylva“) Klavierunterricht erteilte. Gleichwohl war Flügels Zeit in Neuwied zerrissen zwischen größten Ehrungen, übelsten Schmähungen und bleibenden Erfolgen.
Zunächst war Flügel mit amtlichen Arbeiten als Seminar-Musiklehrer überhäuft, wozu auch das Orgelspiel gehörte. Dies zeigte sich auch in der quantitativ nachlassenden Kompositionstätigkeit. Die hier entstehenden Werke widmete er gern seinen Vorgesetzten (Bühring, Landfermann) und dem preußischen Königshaus, der Prinzessin von Preussen die Concertouvertüre (Op. 26) und dem Prinzen von Preussen die Lieder Op. 35. Unter Flügels Leitung wurde der in dieser Zeit in Neuwied ansässige Hoffmann von Fallersleben zum Ehrenmitglied der Liedertafel ernannt. Am 1. September 1853 besuchte der damals noch völlig unbekannte Johannes Brahms den berühmten Komponisten Flügel und verbrachte mit ihm den Tag teils im Freien, teils am Klavier.
Nach einem glänzenden Einstieg kollidierten 1853 – ganz ähnlich wie zeitgleich bei Schumann in Düsseldorf – Flügels Ansprüche mit dem Geselligkeisbedürfnis der Rheinländer. Es kam zu einem unschönen Zerwürfnis samt Zeitungskampf, dessen Auswirkungen bis in die letzten Jahre seiner Neuwieder Zeit nachwirkten.
Flügel widmete sich in der Folgezeit wieder verstärkt der Komposition. In den sieben Jahren von 1853 bis 1859 erschienen 28 Werke im Druck. Er wurde Musiklehrer des Fürstenhauses von Neuwied, verkehrte und korrespondierte weiterhin mit den musikalischen Größen der Zeit wie Schumann, Liszt, Brahms. 1856 erhielt er den Titel eines Königl. Musikdirectors und wurde 1858 (zusammen mit Richard Wagner) zum Ehrenmitglied des Ndl. Vereins zur Beförderung der Tonkunst ernannt. (Das Archiv der Toonkunstbiblioteek Amsterdam bewahrt einige der sehr seltenen Originalhandschriften Flügels).
Seine Schüler und der von ihm gegründete mittelrheinische Lehrer-Gesangverein behielten sein Andenken über Jahrzehnte in Ehren. In vieler Hinsicht bedeutsam war die Freundschaft mit dem Pädagogen Ernst Julius Hentschel, die bis zu dessen Tod eine rege Korrespondenz und Flügels Mitarbeit in der Euterpe zeitigte.

### Schlossorganist in Stettin (1859–1898)
1859 wurde Flügel zum Organisten der Schlosskirche zu Stettin berufen. Die letzten mehr als vier Lebensjahrzehnte sind von Flügel nicht mehr autobiographisch dargestellt worden und müssen aus Einzelquellen rekonstruiert werden.
Die zweite Stettiner Zeit Flügels lässt sich grob nach Jahrzehnten in vier Phasen einteilen:

Die Grüneberg-Orgel der Schloßkirche Stettin (Zeichnung Th. Völker)

a) 1859–1870 Aufbau. Zunächst baute Flügel mit großer Energie seine neue Stelle auf. Der von ihm gegründete Orgelbauverein konnte schon nach vier Jahren mit einem Orgelneubau durch Barnim Grüneberg glänzen. Flügel unterrichtete im Institut und gründete einen gemischten Chor. Während die jüngsten von Flügels Kindern geboren wurden, trat der Sohn Ernst als Pianist und Komponist erfolgreich in die Fußstapfen seines Vaters. Für den Druck von Kompositionen war in dieser Zeit wenig Raum. Allerdings entstand das interessante Choralvorspielheft Op. 60.

Melodie des Liedes 'Die rothe rothe Rose' (Autograph von Gustav Flügel aus dem Jahr 1871, Original im Besitz von M. Bielke, Lübeck)

b) 1870–1880 Konsolidierung. Neben nationalistischen Entgleisungen komponierte Flügel verstärkt für Chor in verschiedener Besetzung. Außerdem entstanden viele der bedeutenden Choralvorspiele, darunter sein Hauptwerk, das Präludienbuch Op. 72 sowie diverse Lieder. Auch als hervorragender Klavier- und Orgelvirtuose machte sich Flügel einen Namen. Am Musikleben von Stettin nahm er äußerst regen Anteil, was sich u. a. in seinen umfangreichen Konzertrezensionen der Jahre 1877–1882 kundtut. Neben den regelmäßig stattfindenden Kammermusikabenden, den Orchester-Konzerten von Koßmaly/Jancovius und den Choraufführungen von C.A. Lorenz besuchte Flügel auch die Auftritte auswärtiger Künstler, meist Pianisten, Geiger oder Sänger. Eine Besonderheit – nicht nur für Stettin – ist am 8. April 1878 das Konzert der Jubilee-Singers (Negro-Spirituals) zur Sklavenbefreiung.
c) 1880–1890 Rückzug und Rückblick. Schon um 1879 zeigten sich massive depressive Verstimmungen. Flügel zog sich nach innen und außen immer mehr zurück. In dieser Zeit aktualisierte Flügel sein Werkverzeichnis (1880), er schrieb seine Erinnerungen nieder und veröffentlichte sie zusammen mit seiner Korrespondenz mit Musikern wie Mendelssohn, Spohr, Hentschel und Kühmstedt in verschiedenen Zeitschriften. Mit dem Tod seines Sohnes Carl (2. Februar 1882) beendete Flügel die Komposition weltlicher Gesänge, er gab keine Privatstunden mehr und konzentrierte sich von nun an streng auf seine amtlichen, kirchlichen Pflichten als Organist.
d) 1890–1900 Letzter Höhepunkt. In seinem letzten Lebensjahrzehnt entwickelte Flügel trotz erheblicher körperlicher Beschwerden noch einmal eine enorme Schaffenskraft. In dieser Zeit entstanden praktisch alle großen Konzertstücke für Orgel Op. 99 bis 120, daneben eine Vielzahl von Choralvorspielen (Op. 100, 115 u. 121), die sämtlich in den zeitgenössischen Rezensionen und Konzerten große Beachtung fanden. Dem greisen Altmeister (liebevoll ‚Papa Flügel’ genannt) wurde von seinen zahlreichen Schülern und Verehrern viel Anerkennung zuteil.

Gustav Flügel um 1897

### Entlassung und Tod (1898–1900)
„ich hätte nicht gedacht, daß ich mein 84. Lebensjahr noch vollenden würde und doch scheint es so. Ich bin ergeben in den Willen Gottes, wiewohl das Abnehmen der Körperkräfte, namentlich der edleren Theile mir oft recht lästig wird, ganz abgesehen von den Schmerzen, die damit verbunden sind. Mit dem Orgelspiel ist es ganz vorbei, musikalischen Aufführungen kann ich nicht mehr beiwohnen, weil meine Nervosität es nicht zulässt. Das Schreiben wird mir schwer, und doch habe ich noch genug zu danken.“ So schrieb Flügel am 30. Mai 1896 in einem Brief an den Sohn Paul in Lübeck.
In den Nebengottesdiensten ließ er sich jetzt vertreten, zu den Hauptgottesdiensten mühte er sich die enge Stiege zur Orgel empor.
1898 musste Flügel seine Tätigkeit als Organist ganz aufgeben. Da Flügel auch nach fast 40 Jahren als Schlossorganist keinerlei Pension zustand, wurde die Arbeit seinem Nachfolger am 3. April 1898 zunächst nur ehrenamtlich übertragen. Flügel durfte weiter in der Amtswohnung am Königsplatz 11 wohnen bleiben.
Flügel starb am 15. August 1900 in Stettin in seiner Amtswohnung am Königsplatz 2. Von Flügels 19 leiblichen Kindern, von denen viele früh starben, trat nur der Sohn Ernst Flügel (* 1844, Organist in Breslau) in die Fußstapfen des Vaters.

## Nachlass

Autographe Notizen zu den drei ersten Aufführungen von Op. 47.3

Der handschriftliche Nachlass Flügels, der über die Kinder seines Sohnes Ernst nach Wien gelangte, ging hier gegen Ende des Zweiten Weltkriegs verloren. Eine kleine Anzahl autographer Notenhandschriften bewahrt das Toonkunst-Archiv in Amsterdam (Choralvorspiele und Chorstücke) auf. Zwei der seltenen autographen Choralvorspiele finden sich in der Musikbibliothek Leipzig.
Ob auch die 1996 vom historischen Archiv der Stadt Köln erworbenen 18 Briefe Flügels, die dieser in der Zeit von Juli 1850 bis Januar 1855 an den Kölner Musikverleger Michael Schloss (1823–1891) schrieb, mit dem Einsturz des Archivs am 3. März 2009 für immer verloren sind, ist derzeit völlig unklar. 16 Briefe bzw. Postkarten von Flügel an befreundete Musiker wie Brendel, Bock und Dörffel sowie den Brief Mendelssohns an Flügel vom 19. Oktober 1845 bewahrt die Musikabteilung der Staatsbibliothek Berlin, darunter auch den Brief Flügels an Alfred Dörffel v. 28. April 1868. Drei Briefe sind in der Unibibliothek Frankfurt/M., und einer in München zu finden. Zwei Briefe an und einer von Louis Spohr sind in Kassel erhalten. Eine größere Anzahl von Privatbriefen aus der zweiten Stettiner Zeit befindet sich bei Nachkommen in Lübeck.
Rechtzeitig zum 200. Geburtstag des Komponisten hat die Pommersche Bibliothek in Szczecin/Stettin eine größere Anzahl von Originalnotendrucken Flügels online gestellt. Es handelt sich hierbei zumeist um die Handexemplare Flügels, in die der Komponist z. T. den Erhalt, kleine Korrekturen, ihm bekannt gewordene erste Aufführungen und andere Mitteilungen eingetragen hat. Offenbar gelangten diese wertvollen Exemplare nach dem Tode des Sohnes Ernst Flügel (1912) in die Bibliothek. Auch die Staatsbibliothek Berlin hat neuerdings damit begonnen, seine Werke online zu stellen.

## Stil
Flügels Schaffenszeit umfasst rund acht Jahrzehnte. Wie bei kaum einem anderen Komponisten spiegeln sich bei ihm die Entwicklungen des 19. Jahrhunderts. Das Spektrum reicht von den frühen, an Weber und Beethoven orientierten Klaviersonaten bis hin zu den späten Konzertstücken für Orgel mit wagnerscher Koloristik. Flügel folgt seinem eigenen Stil und hat sich dabei nie festlegen lassen. Der berühmte Musiktheoretiker J.C. Lobe meint:
„Unter hundert Recensionen musikalischer Werke findet man vielleicht eine durchaus zufriedene, eine, welche aus vollem Herzen und voller Ueberzeugung ein von Gott berechtigtes, urkräftiges Compositionstalent anzuerkennen hat. Unter hundert Recensionen werden aber, ich weiss nicht genau wie sehr wenige gelesen. Wie leicht ist unter diesen nichtgelesenen die mit begriffen, die der Mühe des Lesens werth gewesen wäre! das ist eine Ursache mit, warum es dem wirklichen Künstlergeiste oft so spät erst, zuweilen gar nicht gelingt, sich mit seinen ächten Klängen unter dem Marktgeklingel und Gepimpel Gehör zu verschaffen. Bedeutenden Künstlern sollte man daher nicht blos mit Recensionen zu Hilfe zu kommen suchen, sondern in kleinen leitenden Artikeln der musikalisch umtosten Welt keck, bestimmt und laut zurufen: richte dein Ohr und deine Aufmerksamkeit hieher, da singen und klingen Herzensweisen. Ich rede von Gustav Flügel.“
„Er ist zunächst er und kein Anderer. Seine Fantasie blüht und glüht in voller Jugendfrische. Was an Herzensweh und Herzenslust von schwerblütigen Nachtträumen an alle Stufen hindurch bis zu den lachenden Bildern des Scherzes in dem Menschen leben mag, es lebt in Flügel und quillt und tönt leicht heraus in seine Tondichtungen. Er hat immer etwas vor seinem geistigen Blicke. Daher erscheint nirgends bloser Ohrentand, so wie sich überhaupt kein gemeiner Gedankenlump oder leichtfertiger Modefratz in die Nähe seines edlen Kunstgeistes wagt. Er bat ein künstlerisches sehr zartes Gewissen. Was die grössten Meister an ästhetisch-leitenden Maximen Kunstbefähigendes in sich getragen, hat er ihnen abgelauscht und als Gesetze in sich aufgenommen, aber ihre Gedanken lässt er ihnen, und arbeitet seine Gebilde aus eigenem Material. Ich wäge hier nicht ab, welches seiner Werke mir mehr oder weniger gefällt, das mag das Publikum thun. Ich will diese wenigen Worte nur als Fingerzeig hinschreiben für die, welche Flügel noch nicht kennen, aber ihn zu kennen verdienen, und ich habe seine künstlerischen Eigenschaften angedeutet, weil er blos diese hat.“
Wie zeitgebunden dabei auch die zeitgenössischen Urteile sind, wird deutlich am Beispiel einer Kritik des Flügel durchaus wohlgesinnten E. Bernsdorf über Op. 25.2:
„In den „Meeresstimmen“ begegnen wir einem wahren Durcheinander von Figuren und Floskeln, die eben so wenig im Stande sind der Seele ein Bild vorzuführen, als bloße Farbenkleckse ein Gemälde ausmachen.“ Ähnlich wie Bernstein, aber viel positiver urteilt Keferstein über Op. 16.4 „Bei Sonnenuntergang“: „Sehr träumerisch, oft sich in sich selbst verlierend, wodurch die Schärfe der Contur leidet. Es hat uns an gewisse Landschaften erinnert, deren ganzer Reiz in dem darüber ausgegossenen Farbentone beruht; die einzelnen Gegenstände der Landschaft empfangen eben durch die Einheit des sie verschmelzenden Colorits erst ihren Reiz. So ist es uns mit dieser Rhapsodie, welche, von Ueberschwänglichkeit des Gefühls durchwebt, uns an schöne Vorbilder Robert Schumann’s mahnt, ergangen. Flügel gehört zu den Künstlern, die eine Zukunft haben, und deren begegnen wir jetzt nicht gar vielen.“
Möglicherweise war Flügel damals seiner Zeit so weit voraus, dass er in heutiger Zeit durchaus als „Vorreiter des Impressionismus“ verstanden werden könnte, doch gerade das Klavierwerk harrt erst noch der Wiederentdeckung. Flügel selbst wies nebenbei darauf hin, dass ihm aus den besonders positiven Rezensionen „nur Missgunst erwuchs“.
Obschon der klassischen Schule verpflichtet (Flügel neigte zeitlebens den strengen Formen der Sonate, des Kanons und der Fuge zu), folgte er dem Aufruf von Brahms „Gegen die Neudeutschen“ (1860) nicht. 1877 berichtete er begeistert von den Aufführungen in Bayreuth.
Seine Choralvorspiele bezaubern insbesondere durch „hohe Klangschönheit“.

## Bedeutung
Flügels Anerkennung als Komponist erstreckt sich über einen Zeitraum von mehr als 60 Jahren. Schumann nennt den 22-Jährigen leicht ironisch den „jungen Mozart“. Zehn Jahre später werden Flügels Klaviersonaten mehrfach mit denen von Beethoven in einem Atemzug genannt. „Wahrhaft genial ist der Schlusssatz, im Rondo voll Beethoven’schen Humors […]“ Prof. L. Bischoff wagt im Abstand die Aussage: „Wir glauben nicht zu viel zu sagen, wenn wir die fünf grossen Sonaten Flügel’s unmittelbar an die Sonaten von Beethoven, F. Schubert und C. M. von Weber reihen.“ Flügel’s Variationenwerke werden an die von Bach, Beethoven, Weber und Schumann angereiht. Einzelne seiner Charakterstücke zählen „zu dem Besten, was je der Genius eines Künstlers hervorgebracht“, (Alfred Dörffel) oder sind „den besten derartigen Compositionen Mendelssohn’s an die Seite zu setzen.“ Für Keferstein ist Flügel einer „der tüchtigsten und hoffnungsreichsten Tondichter der Gegenwart“. Ernst Hentschel rechnet Flügel 1872 zu den besten Meistern der Gegenwart, für Em. Klitzsch besitzt Flügel 1882 „einen hohen Rang unter den besten Orgelcomponisten“, Fritz Lubrich nennt den greisen Flügel 1897 gar 'den Bismarck der Organisten', …
Die bleibende Bedeutung von Gustav Flügel liegt vor allem in der Orgelkomposition, für die er in einer Zeit, in der die deutsche Kirchenmusik weitgehend darniederlag, meisterhafte Werke schuf. Er hinterließ ein Œuvre von 121 gedruckten Kompositionen, von denen besonders die Konzertstücke für Orgel hervorzuheben sind, die stimmungsmäßig bereits auf Reger hinweisen. Einzelne Choralvorspiele finden immer wieder Eingang in neuere Sammlungen. Op. 82., 85, 88 und 109 wurden für den SFB eingespielt, weitere große Konzertstücke und Choralvorspiele erleben seit 1997 Neuauflagen, die den bleibenden Wert dokumentieren.

## Systematisches Werkverzeichnis (Werke mit Opuszahl)
Flügel selbst veröffentlichte seine nach Besetzung getrennten Werkverzeichnisse, unabhängig von der Opuszahl fortlaufend nummeriert, 1869, 1874 und 1880 in der Euterpe.

### Instrumentalmusik

#### Klaviermusik

##### Klavierstücke
- Op. 2 (Mond-) Walzer für das Pianoforte (1837, Magdeburg, Ernst Wagner & Richter)
- Op. 6 Ungarischer Marsch und Ständchen für das Pianoforte (1845, Magdeburg, Heinrichshofen)
- Op. 9 Phalaenen für das Pianoforte, (1846, Bonn, N. Simrock) gew. Carl August Dohrn
- Op. 10 Nachtgespenst, Nachtsturm und Gebet für das Pianoforte (1847, Mainz, B.Schott's Söhne) gew. Gustav Adolf Keferstein; (Stettiner Exemplar online)
- Op. 11 Fantasie-Bilder für das Pianoforte, (1846, Mainz, B.Schott's Söhne) gew. Bischof Carl Benjamin Ritschl
- Op. 14 Nachtfalter (Erstes Heft) für das Pianoforte, (1846, Leipzig, F. Whistling) gew. Elisabeth Brendel (geb. Tautmann)
- Op. 15 Caprice heroique für das Pianoforte, (1846) gew. Franz Liszt (?)
- Op. 16 Nachtfalter (Zweites Heft) für das Pianoforte, (1846, Leipzig, F. Whistling) gew. Clara Schumann (geb. Wieck)
- Op. 17 Tagfalter für das Pianoforte, (Leipzig, Fr. Hofmeister) gew. Friedrich Schmidt
- Op. 18 Mondschein-Bilder für das Pianoforte, (Leipzig, Fr. Hofmeister) gew. Ernst Ferdinand Wenzel, Lehrer am Conservatorium der Musik in Leipzig; (Stettiner Exemplar online) (Berliner Exemplar online)
- Op. 22 Zwei leichte Pianofortestücke, gew. seinem Schüler Emil Silberschmidt (1849, Berlin, Bote&Bock); (Stettiner Exemplar online)
- Op. 24 Neue Nachtfalter für das Pianoforte (1849, Leipzig, Fr. Hofmeister) (Stettiner Exemplar online)
- Op. 25 IV Fantasie Tonstücke für das Pianoforte, (Berlin, Schlesinger) gew. Dr. Heinrich Marschner; (Stettiner Exemplare Op. 25, 2-4 online)
- Op. 27 Blumenlese für das Pianoforte, (1849, Leipzig, F. Whistling) gew. Auguste Warh; (Stettiner Exemplar online)
- Op. 29 Feldblumen für das Pianoforte, (1849, Berlin, Trautwein) gew. Wilhelm Taubert (Berliner Exemplar online)
- Op. 31 Capriccio (e-moll) für das Pianoforte (Leipzig, Breitkopf u. Härtel), gew. Julius Knorr (Berliner Exemplar online)
- Op. 32 Kleine Tondichtungen für das Pianoforte (1850, Cassel, C. Luckhardt) „der Jugend gewidmet“; (Stettiner Exemplar online)
- Op. 34 Vier Clavierstücke, (1853, Coblenz, C.J. Falckenberg), gew. Frau E. Grunow
- Op. 38 Drei Klavierstücke (1856, Leipzig, Merseburger), gew. seinem Freunde Alfred Dörffel
- Op. 40 Volkspoesien. Zwei Fantasien für das Pianoforte, (Leipzig, Siegel), gew. Friedrich Kühmstedt
- Op. 41 Melancolie. Nachtstück für das Pianoforte, (Leipzig, Siegel), gew. C. Siegel
- Op. 44 Humoreske für das Pianoforte (1856, Mainz, Schott)
- Op. 62 Neun Pianofortestücke (1869, Neu-Ruppin, A. Oehmigke)
- Op. 63 Marienbildchen. Zwölf kleine instructive Clavierstücke, gew. Elisabeth zu Wied (1869/70, Neu-Ruppin, A. Oehmigke)
- Op. 64 Turnerscenen. Sechs Pianofortestücke (1869/70, Neu-Ruppin, A. Oehmigke)

##### Klaviervariationen
- Op. 5 Variationen über drei deutsche Volkslieder für das Pianoforte (1845, Magdeburg, Heinrichshofen)
- Op. 12 Variationen über deutsche Volkslieder für das Pianoforte (1846, Bonn, N. Simrock) (Stettiner Exemplar online)
- Op. 37 Leichte, instructive Klavier-Variationen, (1856, Leipzig, Merseburger)
- Op. 42 Volksklänge. Ein variirtes Thema für das Pianoforte, (Leipzig, Siegel) gew. Amalia Prinz

##### Klaviersonaten
- Op. 4 Grosse Sonate Nr. 1 (H-dur) für das Pianoforte (komp. 1839/40), (1845, Leipzig, Breitkopf & Härtel), gew. Friedrich Schneider (Berliner Exemplar online)
- Op. 7 Sonate Nr. 2 (h-moll) für das Pianoforte (1845, Stettin, Selbstverlag; 1854 Magdeburg, Heinrichshofen) (Mendelssohn am 21. Juli 1846 in Leipzig vorgespielt)
- Op. 13 Sonate Nr. 3 (B-dur) für das Pianoforte, (1846, Stettin, Selbstverlag; Hamburg, Schuberth & Co.) gew. Felix Mendelssohn Bartholdy (Stettiner Exemplar online)
- Op. 20 Sonate Nr. 4 (c-moll) für das Pianoforte, (1848, Leipzig, Hofmeister) gew. Louis Spohr (Berliner Exemplar online)
- Op. 36 Sonate Nr. 5 (C-dur) für das Pianoforte, (1854, Leipzig, Breitkopf & Härtel) (Berliner Exemplar online)
- Op. 53 Sonate Nr. 6 (C-dur) für das Pianoforte, (1857, Erfurt u. Leipzig, G. W. Körner) gew. Louis Köhler
- Op. 54 Klein Roland. Sonatine, Nr. 7 der Sonaten für das Pianoforte, (1859, Leipzig, Merseburger) gew. „der musikalischen Jugend“

#### Orgelmusik

##### Choralvorspiele und Orgeletuden
- Op. 33 13 Choralvorspiele für die Orgel (1853/54, Erfurt u. Leipzig, G.W. Körner)
- Op. 39 Sechs Orgelstücke (1854, Rotterdam, W.C. de Vletter./ Leipzig, C.F. Leede)
- Op. 51 10 Orgelstücke (1857, Offenbach, André) gew. Paul Selbach
- Op. 57 VI Vorspiele für Orgel, (1871, Brieg, Richard Bräuer) gew. Consistorialrath D Carus (Stettiner Exemplar online)
- Op. 59 Vierundzwanzig kurze Choral-Vorspiele für Orgel (1862, Leipzig, C. Merseburger), gew. Dr. Jaspis, königlicher General-Superintendent der Provinz Pommern; (Neuauflage 2008)
- Op. 60 14 Choral-Vorspiele für Orgel (1868, Leipzig, A. Dörffel)
- Op. 71 Kleine Orgelstücke, (1872, Berlin, Th. Chr. Fr. Enslin) gew. Ludwig Erk

Das Präludienbuch Op. 72 – Flügel's Choralvorspiel-Hauptwerk, mit autographer Widmung an den Sohn Carl (13. Nov. 1872)

- Op. 72 Präludienbuch (1872, Berlin, Th. Chr. Fr. Enslin) gew. Ernst Hentschel in Weissenfels zu seinem 50-jährigen Amtsjubiläum
- Op. 75 Zwölf Nachspiele zu Passion und Ostern für die Orgel (1874, Magdeburg, Heinrichshofen)
- Op. 78 Anfangs-Studien für das obligate Pedalspiel in dreistimmigen kleinen Orgelstücken, die zugleich als Vor- und Nachspiele dienen können (1878/79, Leipzig, Merseburger)
- Op. 89 Vor- und Nachspiele für die Orgel (1883, Leipzig, C.F. Kahnt)
- Op. 93 48 kleine Orgelstücke, (Vor-u.Nachspiele) in allen Dur- u. Molltonarten. Zum Gebrauch beim öffentlichen Gottesdienste, wie zur Anregung eines ausdrucksvollen Orgelspiels, (1885, Leipzig, J. Rieter-Biedermann) gew. Dr. Jaspis, königlicher General-Superintendent der Provinz Pommern zu seinem fünfzigjährigen Amts-Jubiläum (Stettiner Exemplar Teil 1 online) (Stettiner Exemplar Teil 2 online)
- Op. 100 50 Choralbearbeitungen für Orgel (1893, Bremen/Leipzig, Carl Klinner) J. Heinrich Lützel, Professor und Musikdirektor in Zweibrücken freundschaftlich zugeeignet
- Op. 108 52 kurze Choralvorspiele mit beigegebener Analyse nebst Finger- und Fusssatz für die Orgel (1894, Langensalza, Hermann Beyer & Söhne) Herrn Fritz Lubrich, Kantor in Gnadenfrei Reg. Bez. Breslau, Chefredakteur der Leipziger Kirchenmusikzeitung „Die Orgel“ gewidmet. (Stettiner Exemplar online)
- Op. 111 50 kurze Choralvorspiele und 50 Einleitungen für die Orgel. Zu den Andachten in höheren Lehranstalten wie zum gottesdienstlichen Gebrauch (1894, Zittau, Loebel) Seinem lieben Freunde Herrn Friedrich Gartz gewidmet
- Op. 114 20 leichte Vor- und Nachspiele für Orgel, zum gottesdienstlichen Gebrauche und zum Studium in Seminarien und Präparandenanstalten. (1895, Neuwied/Leipzig, Louis Heuser)
- Op. 115 50 figurierte Choräle für Orgeln mit einem Manual u. Pedal, zum gottesdienstlichen Gebrauch, wie zum Studium. (1895, Langensalza Hermann Beyer & Söhne) (Stettiner Exemplar online)
- Op. 121 31 rhythmische Choralvorspiele für Orgel, (1899, Leipzig, Leuckart) Robert Frenzel, Organist an St. Wolfgang in Schneeberg i. S. freundschaftlich zugeeignet

##### Die großen Konzertstücke für Orgel
- Op. 74 II Orgelstücke (vmtl. 1874, Leipzig, Kühn), gewidmet A. W. Gottschalg
- Op. 77 II Orgelstücke (Wie schön,…) (1879, Berlin, Schlesinger), gewidmet August Haupt; (Neuauflage 2000)

Gustav Flügel: Titel von Op. 82

- Op. 82 Sollt ich meinem Gott nicht singen Fantasie (1881, Magdeb., Heinrichshofen), gewidmet August Gottfried Ritter
- Op. 83 Sonate (E-Dur) (1881, Magdeburg, Heinrhfn.), gewidmet seinem Sohn Ernst Flügel
- Op. 85 Frühlings-Phantasie (1882, Leipzig, Leuckart), gewidmet Wilhelm Freudenberg; (Stettiner Exemplar online) (Neuauflage 2007)
- Op. 88 Sollt ich meinem Gott nicht singen canonische Choralbearbeitung (1882, Leipzig, Kahnt), gewidmet Carl Piutti; (Neuauflage 1996)
- Op. 96 Fest-Postludium mit Einleitung (1886, Leipzig, C.F.W. Siegel)
- Op. 97 Phantasie (Fis-Moll) (1888, Strassburg, C.F. Schmidt)
- Op. 99 III Fugen (1890, Leipzig, Rieter-Biedermann), gewidmet dem Kreuzorganisten Emil Höpner
- Op. 101 III Fugen in Cdur (1891, Leipzig, Leuckart), gewidmet Elisabeth Krahnstöver
- Op. 102 II Orgelstücke (Du dessen Augen flossen…) (1891, Leipzig, Leuckart), gewidmet Carl Adolf Lorenz (Stettiner Exemplar Teil 1 (Praeludium) online) (Stettiner Exemplar Teil 2 (Fuge) online)
- Op. 103 II Orgelstücke (Tocc. u. And.) (1891, Leipzig, Rieter-B.), gewidmet Carl Rundnagel
- Op. 104 Toccata und Fuge (1892, Leipzig, Rieter-B.), Generalsup. Pötter gewidmet
- Op. 105 Toccata und Fuge (1892, Leipzig, Leuckart), gewidmet Otto Türke
- Op. 106 Fuge in F (1893, Leipzig, Rieter-B.), gewidmet Gustav Hecht
- Op. 107 Toccata in F (1893, Langensalza, Beyer), gewidmet Paul Taggatz
- Op. 109 Allein Gott in der Höh'… (1894, Zittau/Zürich, Loebel), gewidmet Otto Zimmer; (Neuauflage 1999)
- Op. 110 Elegie und Fuge (1894, Leipzig, Rieter-B.), gewidmet Theophil Forchhammer
- Op. 112 Toccata appassionata (1894 Zittau/Zürich, Loebel), gewidmet Otto Paulstich (komponiert schon im Sept. 1847!); (Neuauflage 2012)
- Op. 113 Durch Nacht zum Licht (1895 Zittau/Zürich, Loebel), gewidmet Marie Margarete Paulstich; (Stettiner Exemplar online) (Neuauflage 1999)

#### Kammermusik

##### Streichquartett
- Op. 23 Quartett Nr. 1 (a-moll). 1849. (Leipzig, Fr. Hofmeister) gew. Carl Koßmaly; (Noten online bei der University of Rochester)

##### Kammermusik mit Orgel
- Op. 86 Adagio für Orgel, Hornquartett und Harfe (1882, Leipzig, Leuckart) gew. Emanuel Klitzsch
- Op. 90 Drei lyrische Tonstücke für Violine und Orgel (1882, Leipzig, Rieter) Paul Wild; (Neuauflage 2004)
- Op. 119 Elegie für Violine und Orgel (1900, Langensalza, H. Beyer & Söhne) gew. E. Forchhammer
- Op. 120 Zwei Choralmelodien für Violoncello und Orgel (1900, Langensalza, Beyer) (Warschauer Exemplar von Nr. 1 online)

#### Orchestermusik
- Op. 26 Concert-Ouverture No.1 Cmoll für Orchester, 1849. (Berlin, Trautwein) gew. Der Prinzessin von Preussen; (Stettiner Exemplar (Klavierauszug) online)

### Vokalmusik

#### Lieder für eine Singstimme
- Op. 1 Acht Lieder für eine Singstimme mit Pianoforte (1836, Magdeburg, Ernst Wagner & Richter), gew. Agnes u. Charlotte Loose.
- Op. 3 Acht Lieder für eine Singstimme mit Pianoforte („Zur Erinnerung an die Aufführung des Freischütz Stettin, 6. Februar 1842“), (1842, Stettin, Bulang), gew. Madame Wilsnach; (Stettiner Exemplar online)
- Op. 8 Zehn Jugend-Lieder für eine Singstimme mit Pianoforte (1845, Magdeburg, Heinrichshofen)
- Op. 19 Sechs Gesänge für eine Singstimme mit Pianoforte (1846, Leipzig, Breitkopf & Härtel) gew. Betty Lobedan und Franziska Schallehn (geb. Schlüter)
- Op. 21 12 Lieder und Gesänge für eine Singstimme mit Pianoforte, (1848, Leipzig, Breitkopf & Härtel) gew. Karl Schmidt und Wilhelm Ritschl
- Op. 28 Drei Gesänge für eine Altstimme mit Pianoforte (1849, Leipzig, Peters)
- Op. 43 Geistliche Lieder aus dem span. Liederbuch f. eine Singst. mit Pianof. (1855, Leipzig, Merseburger)
- Op. 45 Sechs Lieder für eine Singstimme mit Pianoforte (1855, Kassel, Carl Luckhardt)
- Op. 52 Geistliche Lieder für Mezzosopran mit Pianoforte-Begleitung (1857, Aachen, Ernst ter Meer) gew. Kammersänger Ernst Koch in Cöln; (Stettiner Exemplar online)
- Op. 69 Sechs patriotische Lieder a) für eine Singstimme mit Pianoforte (1871, Leipzig, Carl Merseburger)
- Op. 73 Zwei geistliche Lieder für eine Singstimme mit Orgel (1875, Leipzig, Carl Merseburger) gew. F.A.L. Jakob
- Op. 92 Ein Lutherwort für eine Singstimme mit Pianoforte (1883, Leipzig, Carl Merseburger), gew. Herrn Freiherrn Baron Senfft von Pilsach
- W.o.Op. Der kecke Finlay. (Rob. Burns) Lied für eine Singstimme mit Pianoforte (Liederkranz No. 33) (1850) (Stettiner Exemplar online)
- W.o.Op. „Niemand“ (Rob. Burns) Lied für eine Singstimme mit Pianoforte (Liederkranz No. 34) (1850) (Stettiner Exemplar online)

#### Für Frauen- u. Kinderchor
- Op. 48 Pater Noster für drei gleiche Stimmen, (1857, Mainz, B. Schott’s Söhne) gew. Dietrich Wilhelm Landfermann
- Op. 49 Sanctus o Salutaris für drei gleiche Stimmen (1857, Mainz, B. Schott’s Söhne) gew. Dr. Lucas, Lehrer in Koblenz
- Op. 50 Cantaten, Responsorien und Vota Apostolica f. d. geistl. Kinderchor, (1857, Leipzig, C. Merseburger) gew. F. Stiehl, Geheimem Ober-Regierungs- und vortragendem Rath in dem Königlich Preußischen Ministerium / der geistlichen Unterrichts- und Medizinal-Angelegenheiten
- Op. 61 Frühlingslieder a) für 2 Soprane (2 Soprane und Alt), b) für 2 Soprane (2 Soprane und Alt) mit Pianoforte (1869, Neu-Ruppin, Alfred Oehmigke)
- Op. 66 Zwölf dreistimmige Chorlieder (1870, Leipzig, Brandstetter)
- Op. 69 Sechs patriotische Lieder c) für 2 Soprane und Alt (1871, Leipzig, C. Merseburger)
- Op. 84 Drei kleine dreistimmige Motetten (1881, Magdeburg, Heinrichshofen)
- Op. 91 Gott und Natur. Dreistimmige polyphone Lieder (1884, Leipzig. C. Merseburger)

#### Für Männerchor
- Op. 30 Drei Weihnachts-Cantaten für Männerchor, (1853, Koblenz, Falckenberg) gew. Ernst Hentschel
- Op. 35 Preuszische Königs-, Helden-, Kriegs- u. Siegeslieder, (1854, Neuwied, J.H. Heuser), gew. dem Prinzen von Preußen
- Op. 46 Bibelsprüche für Männerchor, (1856, Erfurt u. Leipzig, Körner); (Stettiner Exemplar online)
- Op. 47 Bibel-Hymnen für den geistlichen Männerchor, (1856, Erfurt u. Leipzig, Körner) gew. Dr. Friedrich Theodor Trinkler; (Stettiner Exemplar online)
- Op. 55 Festcantate für Männerchor mit Orgel oder Clavierbegleitung, (1857, Neuwied, F.J. Steiner) gew. „den Lehrern des Festsängerchores der vereinigten Synoden Simmern, Kreuznach, Trier etc.“
- Op. 58 3 Cantaten für Männerchor, (1859, Leipzig, C.F. Kahnt) gew. „dem kölnischen Männergesangverein“
- Op. 67 Sechs Lieder für Männerchor, (1870, Berlin, Adolph Stubenrauch)
- Op. 69 Sechs patriotische Lieder b) für Männerchor
- Op. 79 Zwölf Psalmensprüche für den geistl. Männerchor, (1878, Magdeburg, Heinrichshofen)
- Op. 87 „Grosses hat der Herr gethan“. Cantate für Männerchor u. Soloquartett, (1882, Leipzig. F.E.C. Leuckart) gew. Friedrich Eduard Fetz

#### Für Gemischten Chor

Opus 117, Flügels letztes Chorwerk (komponiert 1896): Psalm 126 „Wenn der Herr die Gefangenen Zions erlösen wird“

- Op. 65 Sechs leichte Chorlieder für gemischten Chor (1870, Breslau, Hientzsch)
- Op. 68 Vier Lieder für gemischten Chor (1870, Berlin, Ad. Stubenrauch)
- Op. 70 Kleine Cantaten auf die christlichen Feste über biblische Texte für gemischte Stimmen, (1871, Berlin, Ad. Stubenrauch)
- Op. 80 Drei geistliche Quartette, (1879, Magdeburg, Heinrichshofen) gew. der Kronprinzessin von Preussen
- Op. 81 Drei Quartette, (1881, Magdeburg, Heinrichshofen) gew. Wilhelm Sachse
- Op. 94 Sieben geistliche Gesänge für gemischten Chor (1886/87 Leipzig, Licht & Meyer) (Stettiner Exemplar online)
- Op. 95 Kleine Motetten und Responsorien für Sopran, Alt und Bariton, (1885, Leipzig, Rieter-Biedermann) gew. G. Carus
- Op. 98 Drei kirchliche Chorgesänge für Sopran, Alt, Tenor und Bass, (1889 (?), Kaiserslautern, Tascher) gew. „dem evangelischen Kirchengesangverein für die Pfalz“
- Op. 117 Psalm 126. Motette für gemischten Chor, (Komp. 1896) (Neuwied u. Leipzig, Heuser) gew. Thomaskantor Gustav Schreck, Erstaufführung Thomaskirche Leipzig 21. Nov. 1896
- W.o.Op. Der 46. Psalm „Gott ist unsere Zuversicht“ (Jubelfestgesang zur Feier des Reformationsfestes) (1884) (Stettiner Exemplar online)

### Namentlich bislang nicht bekannte Werke mit Opuszahl
- Op. 56 (vermutlich als Teil einer Sammlung)
- Op. 76 (vermutlich als Teil einer Sammlung)
- Op. 116 (Ein Psalm, vmtl. f. gem. Chor, komp. 1896)
- Op. 118 (Ein Psalm, vmtl. f. gem. Chor, komp. 1896)

### Bearbeitung von Werken anderer Komponisten
- W.A. Mozart, Sinfonie Nr. 38 D-Dur („Prager“ 1786), KV 504, Arrangement für Pianoforte zu 4 Händen (um 1845? Magdeburg, Heinrichshofen; Berlin, Trautwein)

### Verlorene Werke
Die folgenden Manuskripte Flügels blieben ungedruckt und konnten bislang nicht aufgefunden werden. Sie müssen wohl als verschollen gelten.
Orchestermusik
- Festmarsch zum Einzug des Herzogs (Dessau, 1830)

Kammermusik
- Erstes Streichquartett (g-moll) (Magdeburg, 1836)
- mehrere Streichquartette (Köthen, 1837/1838)
- Satz für Klarinette und Klavier (?) (Stettin, 1848)
- Trio (d-moll) für Pianoforte, Violine und Violoncell (Stettin, 1849/50; uraufgeführt Berlin 27. Februar 1850)
- Präludium für Orgel, Violinen, Trompeten und Posaunen über „Du dessen Augen flossen“ (Stettin, um 1878)

Klaviermusik
- Variationen für Pianoforte (Bernburg, 1831/32)
- Variat. av. Introd. et Finale p. l. Pft. sur la Tyrolienne de l'Opèra: Tell de Rossini. (Köthen, 1834/35)
- Sonate (B-dur) für Pianoforte zu vier Händen (Köthen, 1837)
- mehrere Sonaten für Klavier zu zwei Händen (Köthen, 1837)
- „andere Clavier-Compositionen“ (Köthen, 1837/38)

Chormusik
- Der Gang nach dem Eisenhammer für (Männer-)Chor und Soli mit Pianofortebegleitung (Dessau, 1828/29, uraufgeführt Nienburg/S., August 1829)
- Cantate über Psalm 145, 10–13 für gem. Chor und Orchester (Magdeburg, 1836; uraufgeführt Bernburg, Erntefest 1836)
- Frühlingscantate für gem. Chor mit Instrument. Begl. (Stettin, 1849, uraufgeführt Stettin, 26. April 1849)
- 2 Chorlieder für gemischten Chor (SATB) ohne Begleitung (Text von Oser) (Neuwied, 1856)
  - „Groß sind die Wogen“
  - „Wer auf Gott den Herrn vertraut“
- 2 Chorlieder für gemischten Chor (SATB) ohne Begleitung (Text von Oser) (Stettin, 1864)
  - „Unserm Gott allein die Ehre“
  - „Fluthen des Jammers rauschen heran“
- Werke für Männerchor (TTBB) (Stettin, vor 1869) (Manuskript bei Bädeker, jedoch soweit erkennbar unveröffentlicht)
  - Zu Weihnachten: „Ehre sei Gott in der Höhe“
  - Ostern: (1.Cor.15, 55.57.) „Der Tod ist verschlungen in den Sieg“
  - Himmelfahrt: „Christus fuhr gen Himmel“
  - Pfingsten: „Komm heiliger Geist“
  - Salomos Gebet: „So wollest du deinem Knecht“ (1.Kön. 3,9.)
- Lobgesang für Männerchor (TTBB) (Stettin, 1872)
- „Es blühen die Reben“ für Männerchor (TTBB) a cappella
- Lied der alten Burschen. „Und doch ist’s wahr und bleibet wahr“ (vmtl. für Männerchor) (vor 24. Oktober 1884)
- „Hochgelobt sei Gott“ für Männerchor (Stettin um 1886, uraufgeführt Altdorf 14. April 1886)

Lieder für eine Singstimme
- „Viele Lieder“ (Köthen, 1837/38)
- 7 Lieder von Fr. Oser für eine Singstimme mit Pianofortebegleitung (Neuwied, 1856)
  - „Du bist ja doch der Herr!“
  - „Sei still dem Herrn und wart’ auf ihn.“ (auch für SATB ausführbar)
  - „Seele, was betrübst du dich?“ (Oser) (auch für SATB)
  - „Nun Herr, weß soll ich mich getrösten?“ (auch für SATB)
  - „Nur der ist froh, der traurig war.“ (auch für SATB)
  - „Dein Wort, o Herr, im Munde.“ (auch für SATB)
  - „O schönster Stern!“ (auch für SATB)
- 11 Lieder auf des Kindes Tod für Mezzo-Sopran mit Klavierbegleitung (Text Fr. Oser) (Neuwied, 1856)
  - („Schöner prangt die Liebe nie“, das erste Lied dieser Sammlung, erschien 1879)
  - „Wie die Rose blüthest du“
  - „Sei getrost! Es kann der Hirt“
  - „Wir sehnen uns und sind beschweret“
  - „Und säng’ ich all mein Leben lang“
  - „Nun schlaf’ in kühler Erde!“ (erschien als Bearb. f. gem. Chor)
  - „Mutter! war dein erstes Wort“
  - „Nimm das Liebste, Herr!“
  - „Umsäumt mit Veilchen sei dein Grab!“
  - „Und wie weit ich auch wandre“
  - „Welch neues Leid auch kommt.“
- „Komm heiliger Geist“ für Altsolo mit Orgelbegleitung (Uraufführung Stettin, Anf. Febr. 1871)
- Psalm 121 „Ich hebe meine Augen auf zu den Bergen“ für Sopran (Urauff. Stettin, 7. Mai 1882)
- „Heilge Nacht“ Lied. (erste ermittelte Aufführung: Hanau, 20. Januar 1896)